# Robert Immanuel Berger
Robert Immanuel Berger (* 8. November 1805 in Ruhland, Oberlausitz; † 19. Februar 1884) war ein evangelischer Pfarrer und Schriftsteller.

## Leben
Robert Berger wurde in Ruhland in der nördlichen Oberlausitz geboren und war wahrscheinlich ein Enkel von Johann Gottfried Immanuel Berger. Nach dem Besuch des Gymnasiums in Luckau und Dresden immatrikulierte er sich 1825 für das Studium der evangelischen Theologie in Halle und wurde 1831 in Jena promoviert. Nach einer Anstellung als Seminarlehrer in Altdöbern bewarb er sich 1831 um eine Predigerstelle in Ruhland und war 1831 bis 1837 dort Subdiakon und Kapellprediger für Guteborn. Danach war er Pfarrer an der Oberkirche in Cottbus. Am 1. Januar 1880 wurde er emeritiert.
Berger war verheiratet mit Emilie Dürre, mit der er mehrere Kinder hatte.

## Publikationen (Auswahl)
- Confirmandenbüchlein, nach Anleitung des kleinen Katechismus D. Luthers …, Zeitz 1834
- Der Christenweg. Ein Auszug aus dem Confirmandenbüchlein …, Zeitz 1834
- Evangelische Glaubens- und Sittenlehre, Zeitz 1834, in Versform
- Christliche Morgen- und Abendandachten für jeden Tag im Jahr, 2 Bände, Cottbus 1842, mit vielen seiner Lieder
- Mittheilungen über Waisenerziehung, Cottbus 1845
- Spreewälder Bote, 1847, mit Johann Karl Friedrich Zwahr
- Wand- und Spezialkarte des Cottbuser Kreises, 1856
- Reisebeschreibungen im Spreewald, 1866